# Сімферопольський дендрарій
Сімферопольський дендрарій (крим. Aqmescit ağaç park), дендропарк М. В. Печінкіна — дендропарк у Сімферопольському районі. Розташовується на східному березі Сімферопольського водосховища біля адміністративного кордону міста Сімферополь, неподалік від урочища та зниклого села Джієн-Софу.
Не має офіційного статусу.

## Опис
Дендрарій займає тридцять гектарів унікальних у Криму посадок, що створювалися біля Сімферополя, на східному березі водосховища, з 1974 по 1985 рік, під керівництвом Максима Печенкіна, головного лісничого Сімферопольського лісгоспу.
У дендропарку висаджені ліванські та гімалайські кедри, кілька видів ялиць (іспанська, нумібійська, грецька, кавказька, алжирська), крокодиляче дерево, канадська ялина, жовторіг, 39 видів різних сосен, дуби, хурма, ліщина турецька, а також інші дерева та рослини, серед них рідкісні, з Африки, Америки, Австралії.

## Історія
Під керівництвом Печенкіна, головного лісничого Сімферопольського лісгоспу, було висаджено 4,5 тисячі гектарів лісу у Криму, зокрема 600 гектарів у районі водосховища. Завдяки його роботі піднялися потужні сосняки у приміській зоні.
На східному березі водосховища, на голих безлісних пагорбах, покритих різнотравним степом, у 1972 році було створено дендрарій, в якому було апробовано близько 750 видів дерев та чагарників.
М. В. Печенкін перевіряв на кримське виживання близько 750 видів дерев, прижилися близько 400. Унікальні саджанці для дендрарію М. В. Печенкін виписував із різних ботанічних садів та дендраріїв СРСР. Пізніше до нього до створеного розплідника їхали з усього Союзу за рідкісними деревами.
Дендрарій розвивався до 1985 року, після виходу М. В. Печенкіна на пенсію найбагатший дендрарій був кинутий його наступниками напризволяще. Дендрарій був забутий і покинутий, заростає малоцінними породами, велику шкоду завдають унікальним деревам туристи та браконьєри.
1990-х роках на його території виникло котеджне селище.

## Породи дерев в дендрарії
- ліванські та гімалайські кедри (за кинутим кар'єром у Ескі-Орді (Лозовому), тягнуться величезні посадки ліванського та гімалайського кедрів);
- ялиці: однобарвна, іспанська, нумібійська, грецька, кавказька, алжирська;
- крокодиляче дерево;
- мамонтове дерево (секвойядендрон);
- берези: повисла, чорна;
- модрина європейська;
- канадська ялина;
- платан;
- жовторіг;
- псевдотсуга тисолиста (Дугласова ялина);
- 39 видів різних сосен: канделяброва, жовта, кримська, веймутова, гімалайська (єдиний екземпляр рідкісного виду пошкоджений вітром), їстівна (загинула);
- дуби — нащадки так званого дуба Богдана Хмельницького в с. Дубовому;
- ліщина турецька;
- гікорі-пекан;
- хурма;
- жимолість блакитна;
- канадська калина;
- метасеквоя (не збереглася, нащадки збереглися у Сімферополі).